# Тома Јовановић (књижар)
Тома Јовановић (Бобетино брдо, 19. октобар 1858 — Београд, 30. август 1934) био је српски књижар и издавач.

## Биографија
Тома Јовановић рођен је 1858. године у Бобетином Брду, босанском делу Османског царства, где је завршио три разреда основне школе. Након устанка Невесињска пушка сели у Београд код тетке, где завршава школовање. После тога постаје шегрт у једној београдској књижари.

### Књижарница Томе Јовановића и Вујића
Своју самосталну књижару отвара 1885. године на Зеленом венцу. У књижари су се продавале антикварне књиге, а захваљујући својој вредноћи и поштењу, постаје цењен у кругу књижара. Временом постаје и издавач, а његово прво штампано издање била је књига Смрт Смаил-Аге Ченгића. 1898. године оснива издавачку кућу и књижару са Лазаром Вујићем. Јовановић је добро познавао укус читалачке публике и штампао је дела која је сматрао да ће продрети у народ. Књижарница Томе Јовановића и Вујића је изадавала књиге за широке народне масе. У почетку су то биле збирке народних песама, а касније издаје календаре, који су били популарни у народу. Поред збирки песама и календара, издавали су романе, приповетке, приче, литографије, уџбенике и књиге за децу. Поред дела значајних српских писаца, као што су Вук Караџић, Јанко Веселиновић, Милован Видаковић, била су заступљена и дела Жила Верна, Гогоља, Толстоја, Тургењева. Јовановић је допринео развоју дечије књижевности захваљујући великом броју књига намењеним деци и омладини, које је књижара издавала. Књиге су биле подељене у неколико библиотека: Дечија књижевност, Освит, Дечија позоришна библиотека, Дечија књижица и Забавна библиотека. Књижарница је, такође, објавила песме косовског циклуса. Посебно су се издвајали по издавању слика православних светаца за које су имали ексклузивно право.
Током Првог светског рата књижара је уништена, али је Тома Јовановић обновио после ослобођења. опет је почео да издаје народу књижевност, која се ширила у свим покрајинама јер је била приступачна. Књижарница Томе Јовановића и Вујића радила је све до 1948. године, када су национализована приватна предузећа.
Био је благ, увек љубазан и услужан, због чега је уживао свеопште поштовање, нарочито међу књижарима.

### Књижарско удружење
Положај књижара није био јасно дефинисан након стварања Краљевине Срба, Хрвата и Словенаца 1918. године. Истакнути књижари нису могли да се помире са овим, па је Тома Јовановић 1920. покренуо идеју о обнови Књижарског удружења. Књижарско удружење основано је 6. марта 1921. године у Београду. На тај начин су се изборили за бољи положај у друштву.